# Stephen D. Houston
Stephen Douglas Houston (haʊstən); nascut l'11 de novembre de 1958, és un antropòleg, arqueòleg, epigrafista i maianista nord-americana, reconegut pels seus treballs de la civilització maia precolombina de Mesoamèrica. És autor de diversos articles i llibres relatius a l'escriptura maia, la història, els senyorius i les dinasties dels maies, així com estudis arqueològics de diversos jaciments arqueològics maies.
A partir de 2008, Houston és titular de la càtedra Dupee Family de ciències socials en la Brown University, (Providence (Rhode Island) i també és professor en el Departament d'Antropologia en la mateixa Universitat.

## Dades biogràfiques
Stephen D. Houston nasqué a Chambersburg (Pennsilvània). Va iniciar els seus estudis de llicenciatura el 1976 en la Universitat de Pennsilvània, Filadèlfia, en antropologia. Durant 1978–79 va passar un any en la Universitat d'Edimburg, a Escòcia, on va participar en excavacions de jaciments arqueològics del Mesolític i Neolític, al comtat d'Offaly i el Comtat de Mayo, així com a Eire, prop de Strathallan, a Irlanda i Escòcia.
A tornar a la Universitat de Pennsilvània, Houston es va graduar amb un summa cum laude el 1990 de la llicenciatura en antropologia. Va ingressar llavors en la Universitat Yale per fer el màster que va aconseguir el 1983. Durant aquest temps es va exercir com a conservador en el Museu Peabody d'Arqueologia i Etnologia para després exercir la càtedra a Yale com a professor auxiliar. Llavors es va especialitzar en estudis epigràfics en llengües maies participant en diversos viatges de treball a la regió arqueològica maia de Guatemala, Belize i Mèxic.
En acabar el seu màster, va iniciar estudis per aconseguir el grau de doctor a la Universitat Yale el que va aconseguir el 1987. En aquest període va treballar com a epigrafista en el jaciment arqueològic d'El Caracol (Belice) i col·laboràó en el mapeig de Dos Pilas, a Petexbatún, en la conca del riu La Pasión, Guatemala. El treball a Dos Pilas va servir de base per a la seva tesi doctoral amb el document que va titular The Inscriptions and Monumental Art of Dos Pilas, Guatemala: A Study of Classic Maya History and Politics.(Les inscripcions i l'art monumental en Dos Pilas, Guatemala: Un cas d'història i política maia del període clàssic).
L'any 2008 la Fundació MacArthur el nomenà associat (MacArthur Fellow) i li va assignar un fons de US$500,000 per a ús sense restriccions durant un període de cinc anys.